# 屏東演藝廳
屏東演藝廳（英語：Pingtung Performing Arts Center），隸屬於屏東縣政府文化處，位於屏東縣屏東市，為國內第一座縣市等級的音樂專用與採用四面式開放舞台設計的演藝廳。該演藝廳配置了一座有45個音栓、2793根音管的管風琴，是全國首創的音樂表演藝術殿堂。該演藝廳包含有專門用途的音樂廳與一座有多種用途的實驗劇場。

## 歷史
- 2007年3月16日擬定屏東都市計畫細部系畫案，進行30天展覽期，4月16日招開公開說明會，於6月28日第151次會議審查通過。[2]。
- 2007年6月26日屏東縣農會簽訂協議書，同意將土地所有權辦理登記為屏東縣政府所有。[2]。
- 2008年：獲得中央政府核定通過預算補助，屏東縣政府展開演藝廳籌備興建工作。
- 2011年7月19日：正式動工。
- 2016年12月3日：歷經工程進度落後、專業設備包商財務危機等事件後，於此日開幕[3]。

## 空間與設備

### 音樂廳
音樂廳為配置管風琴的大型音樂專用表演廳，表演舞台之規模能容納四管編成交響樂團演出。
採四面式的開放舞台設計，觀眾席環繞舞台四周，舞台兩側與後側的觀眾席可以做為合唱席之用。這種空間型態可以提升演奏者與觀眾之間融洽的互動關係，在國內縣市等級的演藝廳中第一次採用。
觀眾席座椅採用木製框架與布面材質，座椅的型式上有一般座席與站席兩種型態，站席的型式平時不佔空間，遇有叫好叫座的節目，可以增加觀眾席位數。另為了增加室內空間的活潑感與律動感，座椅的布質沙發面採同色系跳色設計，這也是一項創舉。

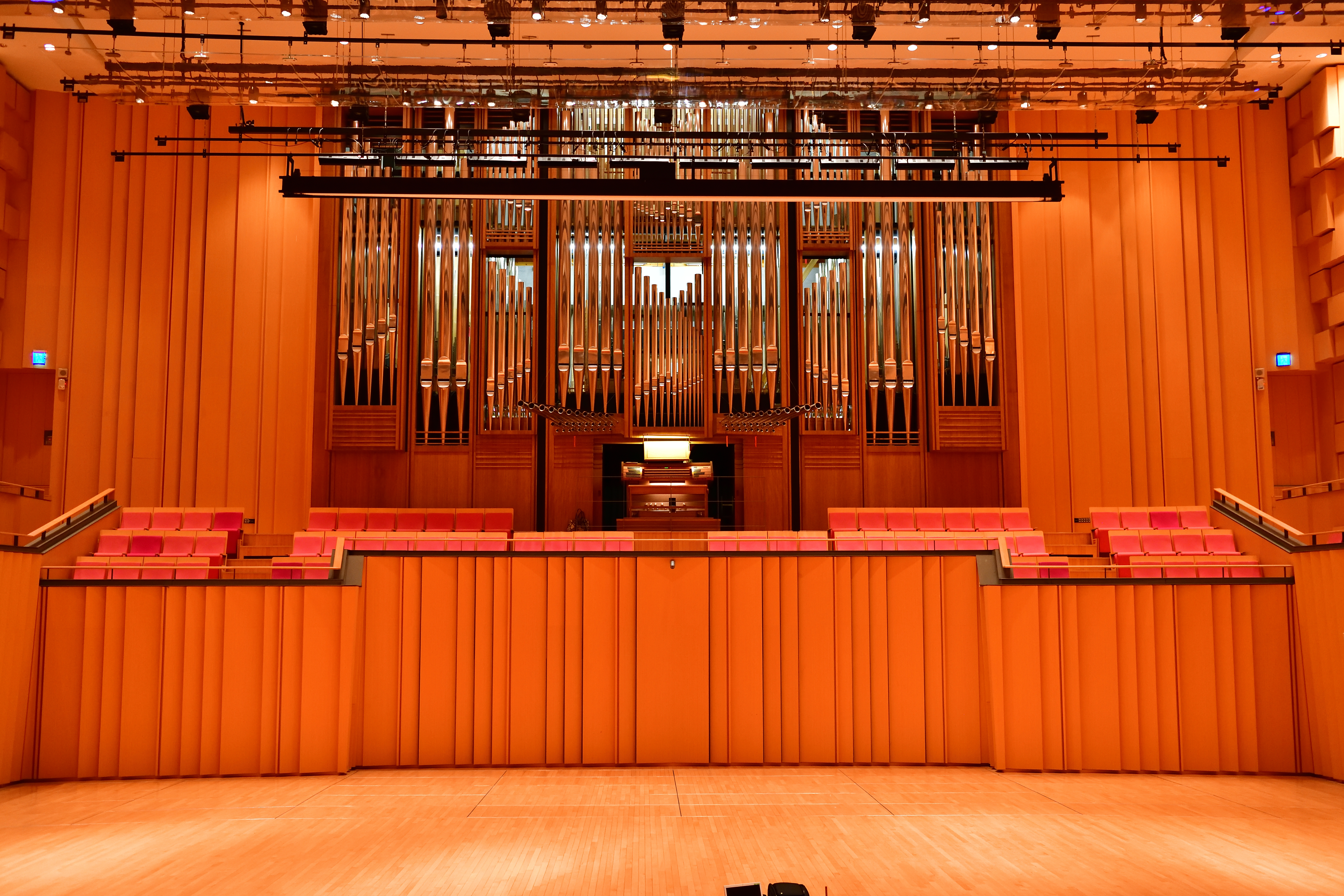
屏東演藝廳管風琴

觀眾席:1050坐席及106坐立席。

### 管風琴
屏東演藝廳的鎮館之寶-管風琴，音栓數45、音管數2793，由德國Alexander Schuke公司製造，雖然不是台灣第一座管風琴，但是在設計上卻有兩個「台灣NO.1」。
第一個NO.1
Alexander Schuke公司設計出horizontaltrumpet (水平式喇叭音管) ，不僅在視覺上有獨特的藝術效果，在音色上能符合音樂廳的建築聲學特性。
第二個NO.1
Alexander Schuke公司特別採用竹子所做成的音管，設計出獨一無二的Flûte Formosa (福爾摩沙笛子) ，提供音色豐富且符合音樂廳的「交響樂管風琴」。
管風琴演奏台的控制機構為電子式且包含MIDI介面之自動演奏裝置。能提供演奏者在管風琴前方傳統演奏位置以及在舞台上任一位置演奏，以適應各種不同型態的演出需求。

### 實驗劇場
實驗劇場以「黑盒子」為設計概念，主要作為實驗性戲劇、舞蹈等節目表演，並可兼具小型室內樂、演唱會及集會之用。為滿足各式表演需求，配備組合式觀眾席，可隨機變更舞台與觀眾席間的關係 (單面、雙面、三面或環形) 。
室內裝修顏色以黑色為主，地板材質以採用木質地板，並有適當的彈性；天花板全面裝置專業舞台燈光系統，做為場燈照明與舞台演出效果雙重用途；舞台採鋁合金框架組合式活動木地板，可依表演與使用類型的不同組立成終端式、中央式、伸展式等舞台形式。
觀眾席：約150席。

### 戶外廣場
約可容納1200席

### 排練室
排練室依據功能共有9間。
屏東演藝廳排練空間的設計極具特色。一般演藝廳的排練室通常配置在舞台下方或次要通道上，屏東演藝廳的排練空間，不僅在規模尺度上與大演藝廳舞台相同，而且配置在整體建築物的中軸線上，以醒目的外觀造型量體與大小演藝廳共同圍塑出一個「埕」的戶外空間，形成屏東演藝廳最主要的空間意象。
排練空間規模的設定以音樂比賽隊伍之演練、進場、彩排之需求為考量要點，噪音的控制、室內音效裝修亦比照大演藝廳之建築聲學要求。

### 停車場
地下停車場118格、室外188格，合計306格；機車210格。

## 交通
公路客運
| 客運公司 | 路線號碼 | 營運區間                   | 公車站牌     |
| -------- | -------- | -------------------------- | ------------ |
| 國光客運 | 1773     | 屏東－恆春                 | 民立電台     |
| 國光客運 | 1780     | 屏東－佳冬－枋寮           | 民立電台     |
| 屏東客運 | 8230     | 屏東－建興－龍泉           | 屏東大學西站 |
| 屏東客運 | 8231     | 屏東－東勢－水門           | 屏東大學西站 |
| 屏東客運 | 8232     | 屏東－老埤－水門           | 屏東大學西站 |
| 屏東客運 | 8233     | 屏東－老埤－霧台           | 屏東大學西站 |
| 屏東客運 | 8235     | 屏東－西勢－佳佐           | 屏東大學西站 |
| 屏東客運 | 8236     | 屏東－忠心崙－佳佐         | 屏東大學西站 |
| 屏東客運 | 8237     | 屏東－竹田－潮州           | 屏東大學西站 |
| 屏東客運 | 8238     | 屏東－萬巒－潮州           | 屏東大學西站 |
| 屏東客運 | 8239     | 屏東－潮州－恆春           | 屏東大學西站 |
| 屏東客運 | 8253     | 屏東－萬巒－潮州－佳冬農校 | 屏東大學西站 |
| 屏東客運 | 8255     | 屏東－竹田－佳冬農校       | 屏東大學西站 |

- 8253、8255為學生專車

國道客運
| 客運公司 | 路線號碼 | 營運區間   | 公車站牌         |
| -------- | -------- | ---------- | ---------------- |
| 國光客運 | 1839     | 台北－屏東 | 民立電台         |
| 國光客運 | 1873     | 台中－屏東 | 民立電台         |
| 統聯客運 | 1613     | 台北－屏東 | 屏東大學民生校區 |

公共自行車（Pbike）
- 演藝廳站
- 屏東大學民生站

## 外觀照片

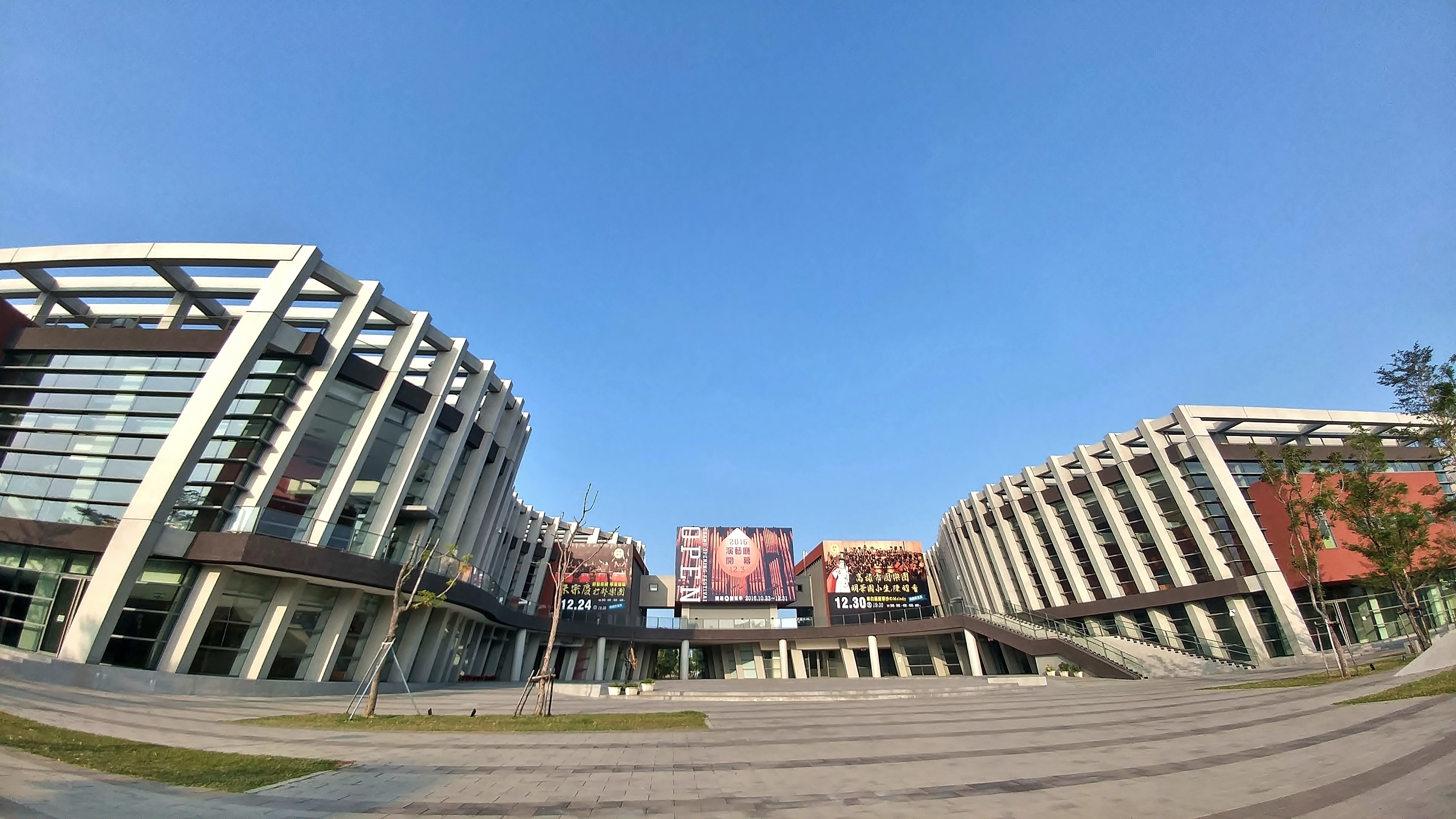
屏東演藝廳正面
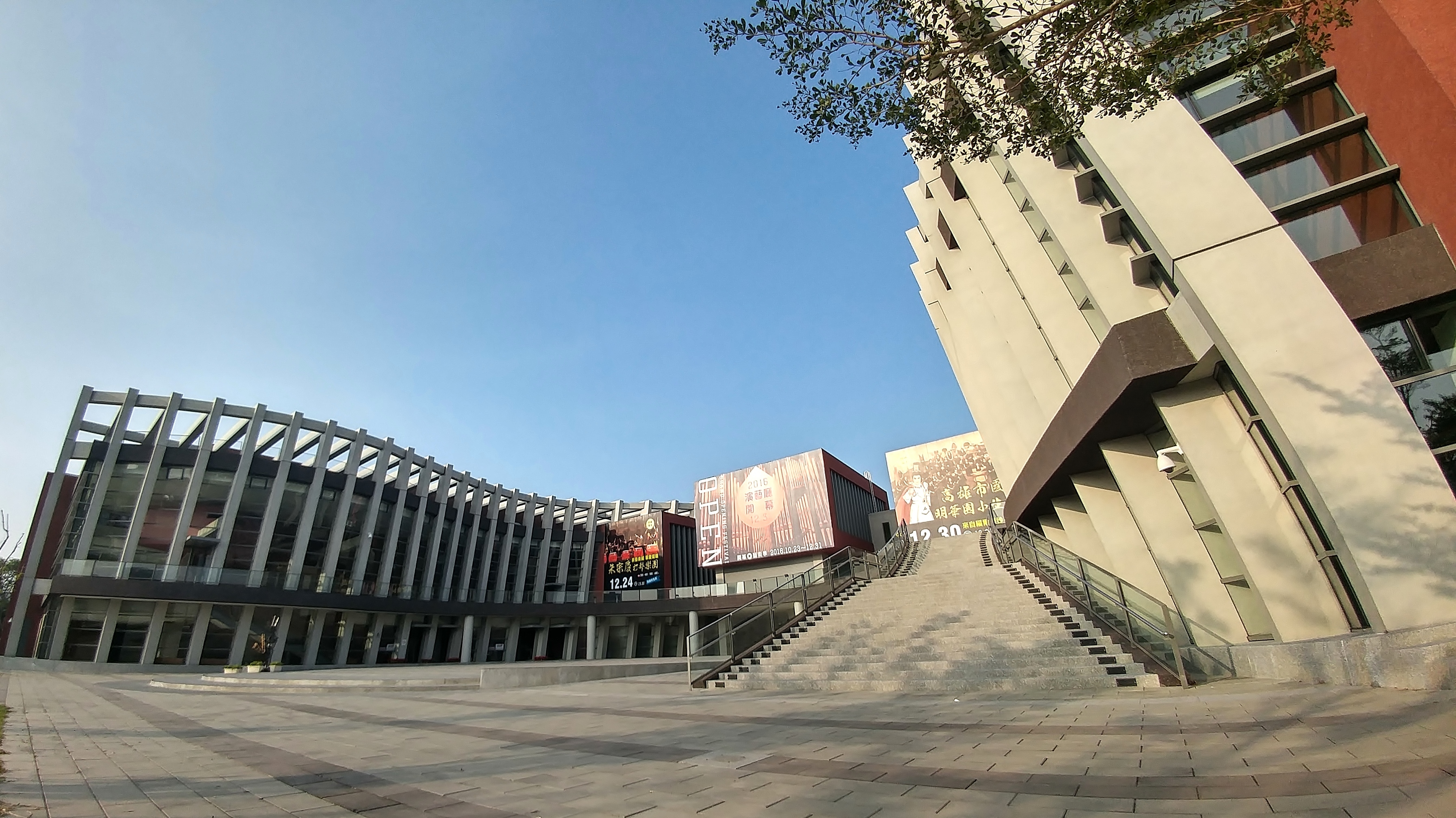
屏東演藝廳斜面

## 周邊設施
- 國立屏東大學
- 衛生福利部南區老人之家
- 屏東菸葉廠

## 外部連結
- 屏東演藝廳 （页面存档备份，存于）官方網站 （繁體中文）